# José Ríos
José Ríos (José Ríos Ortega; * 15. März 1974 in Premià de Dalt) ist ein spanischer Langstreckenläufer.

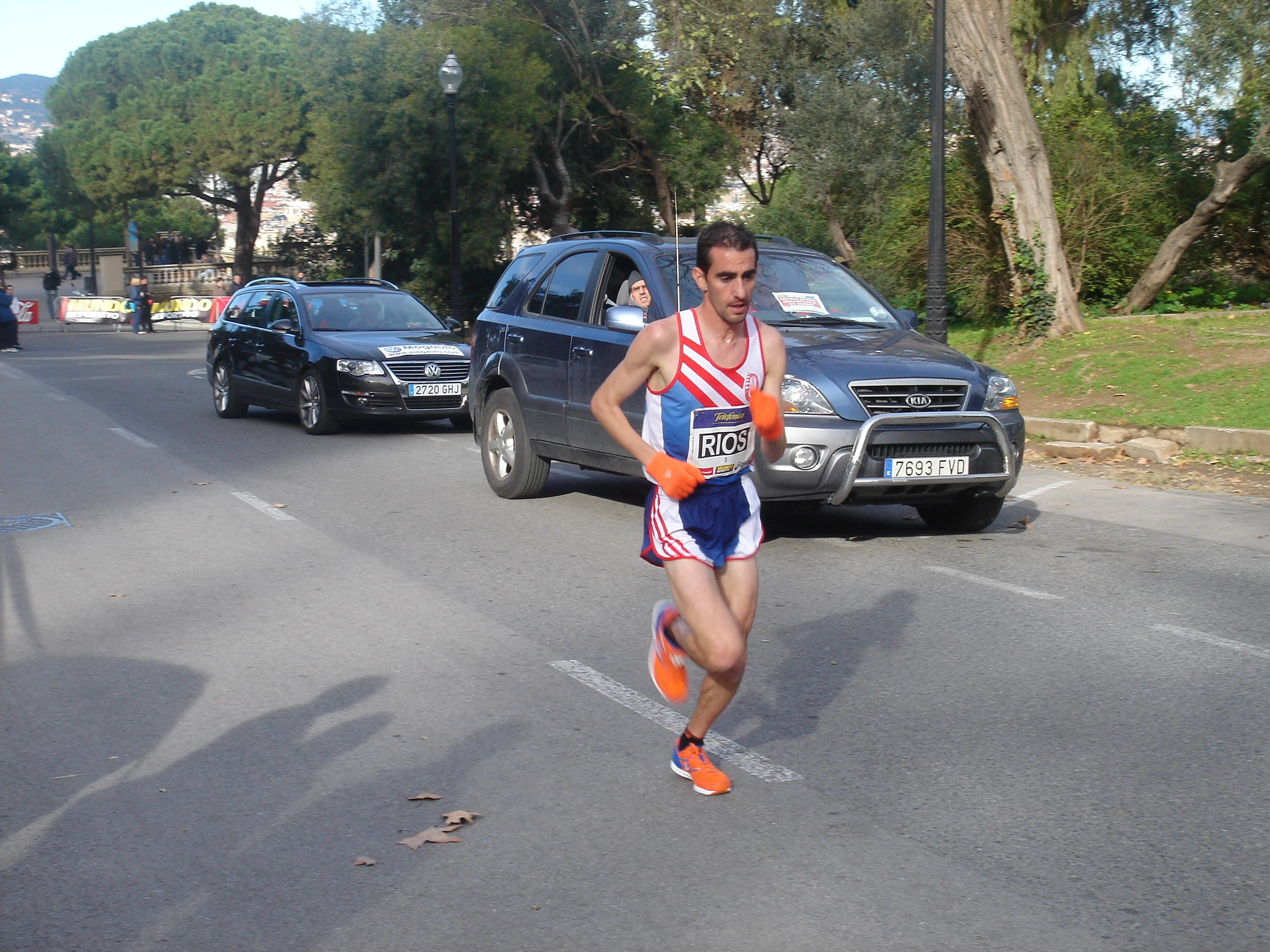
José Ríos

Zunächst spezialisierte er sich auf den 10.000-Meter-Lauf und wurde in dieser Disziplin von 2000 bis 2003 viermal in Folge spanischer Meister. Bei den Olympischen Spielen 2000 in Sydney kam er auf den 18. Platz, im Jahr darauf bei den Weltmeisterschaften in Edmonton wurde er Sechster, und bei den Europameisterschaften 2002 in München gewann er die Bronzemedaille.
Danach wechselte er auf die Marathondistanz und qualifizierte sich mit einem Sieg beim Biwa-See-Marathon 2004 in 2:07:42 h für die Olympischen Spiele in Athen, bei denen er den 27. Platz belegte. Im darauffolgenden Jahr wurde er Zweiter am Biwa-See, erreichte jedoch bei den Weltmeisterschaften in Helsinki nicht das Ziel. 2006 gewann er erneut den Biwa-See-Marathon, und 2007 kam er bei den Weltmeisterschaften in Ōsaka auf den 17. Rang.
2008 blieb er als Sechster beim Biwa-See-Marathon mit 2:09:38 h zum vierten Mal unter der 2:10-Stunden-Marke, kam bei den Olympischen Spielen in Peking jedoch lediglich auf den 72. Platz.
2009 wurde er Zweiter am Biwa-See.
José Ríos ist 1,70 m groß und wiegt 49 kg. Er startet für C.A. Adidas und wird von Juan Ramón Muñoz trainiert.

## Persönliche Bestzeiten
- 3000 m: 7:42,08 min, 20. August 2002, San Sebastián
- 5000 m: 13:07,59 min, 1. August 2000, Stockholm
- 10.000 m: 27:22,20 min, 12. August 2000, Gijón
- Halbmarathon: 1:03:11 h, 1. Februar 2009, Granollers
- Marathon: 2:07:42 h,7. März 2004, Ōtsu